# Кумияма
Кумияма (яп. 久御山町 Кумияма-тё:) — посёлок в Японии, находящийся в уезде Кусе префектуры Киото. Площадь посёлка составляет 13,86 км², население — 15 280 человек (1 октября 2020), плотность населения — 1102,45 чел./км².

## Географическое положение
Посёлок расположен на острове Хонсю в префектуре Киото региона Кинки. С ним граничат города Киото, Удзи, Дзёё, Явата и посёлок Удзитавара.

## Население
Население посёлка составляет 15 280 человек (1 октября 2020), а плотность — 1102,45 чел./км². Изменение численности населения с 1980 по 2005 годы:
| 1970 | 8766 чел.   |  |
| 1975 | 11 540 чел. |  |
| 1980 | 16 345 чел. |  |
| 1985 | 19 136 чел. |  |
| 1990 | 18 798 чел. |  |
| 1995 | 18 133 чел. |  |
| 2000 | 17 080 чел. |  |
| 2005 | 16 610 чел. |  |
| 2010 | 15 914 чел. |  |
| 2015 | 15 805 чел. |  |

## Символика
Деревом посёлка считается камелия сасанква, цветком — Rhododendron indicum.